# سمر راي
دانييل لويز موينيت (بالإنجليزية: Danielle Louise Moinet)‏ (مواليد 28 نوفمبر 1983) هي مصارعة محترفة وممثلة وعارضة أزياء أمريكية، ولاعبة كرة قدم سابقة، ومعروفة بالحلبة تحت اسم سمر راي، وتظهر في برنامج توتل ديفاز Total Divas في الموسم الثاني وجزء من الموسم الثالث، وقد كانت في عرض فلوريدا تشامبيونشيب ريسلينغ (FCW)  وبعدها أنضمت لعرض البرنامج التلفزيوني دبليو دبليو إي إن إكس تي، وقد ظهرت في الدبليو دبليو أي أول مرة كرفيقة رقص لفاندانغو في يوم 22 أبريل 2013 عندما قام كريس جيركو بمهاجمة فاندانغو، وبعدها أنفصلا عن بعضهما لكنها عادت لمهاجمة ليلى رفيقة فاندانغو الجديدة وقد تواجه الأثنتان في عرض ماني إن ذا بانك وفازت ليلى عندما كان فاندانغو الحكم في المبارة، وتواجهتا مرة أخرى في سماك داوون وقد كان فاندانغو حكما مرة أخرى ولكن هذه المرة هاجمتاه وأصبحتا صديقتين.

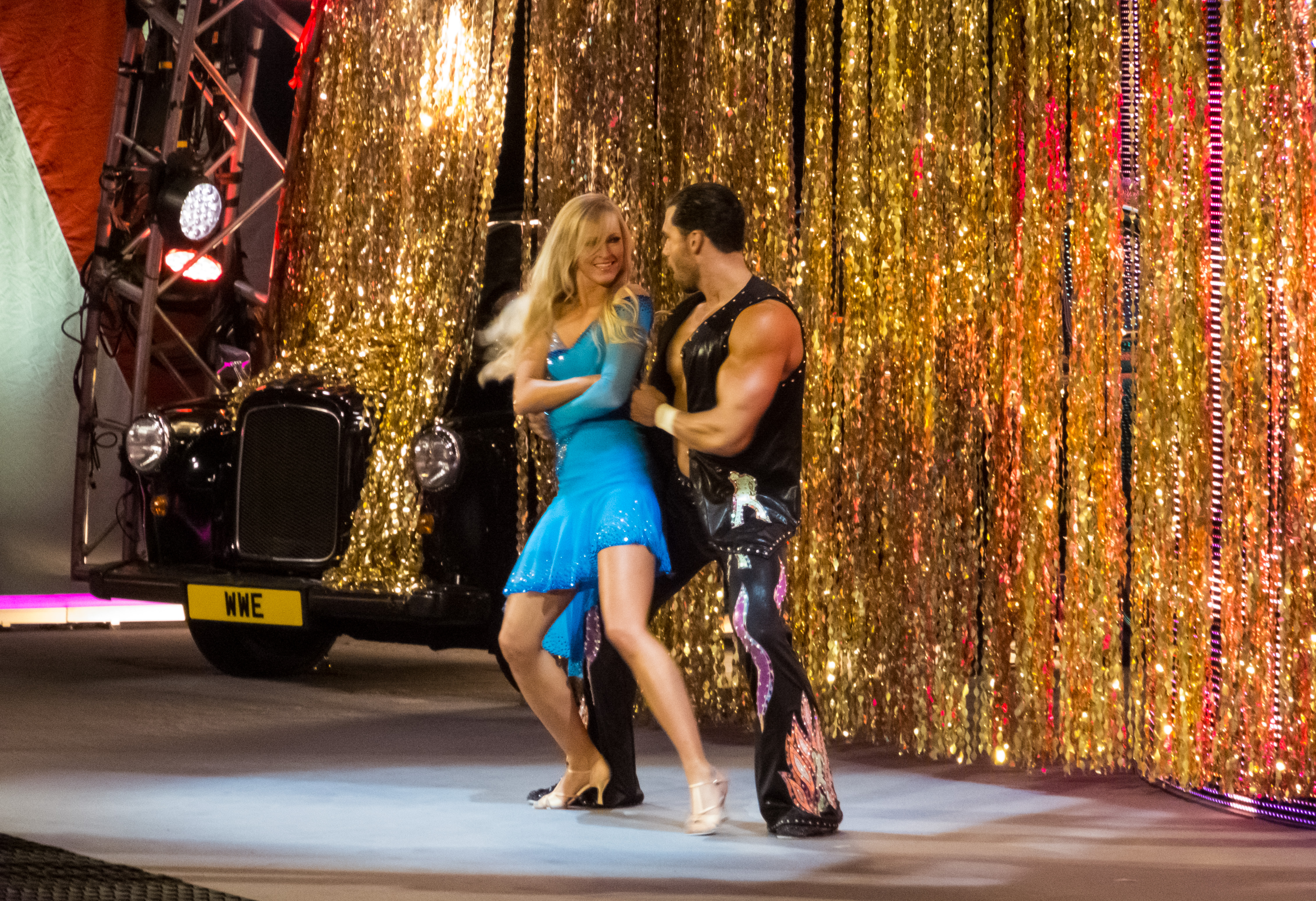
سمر راي مع فاندانغو

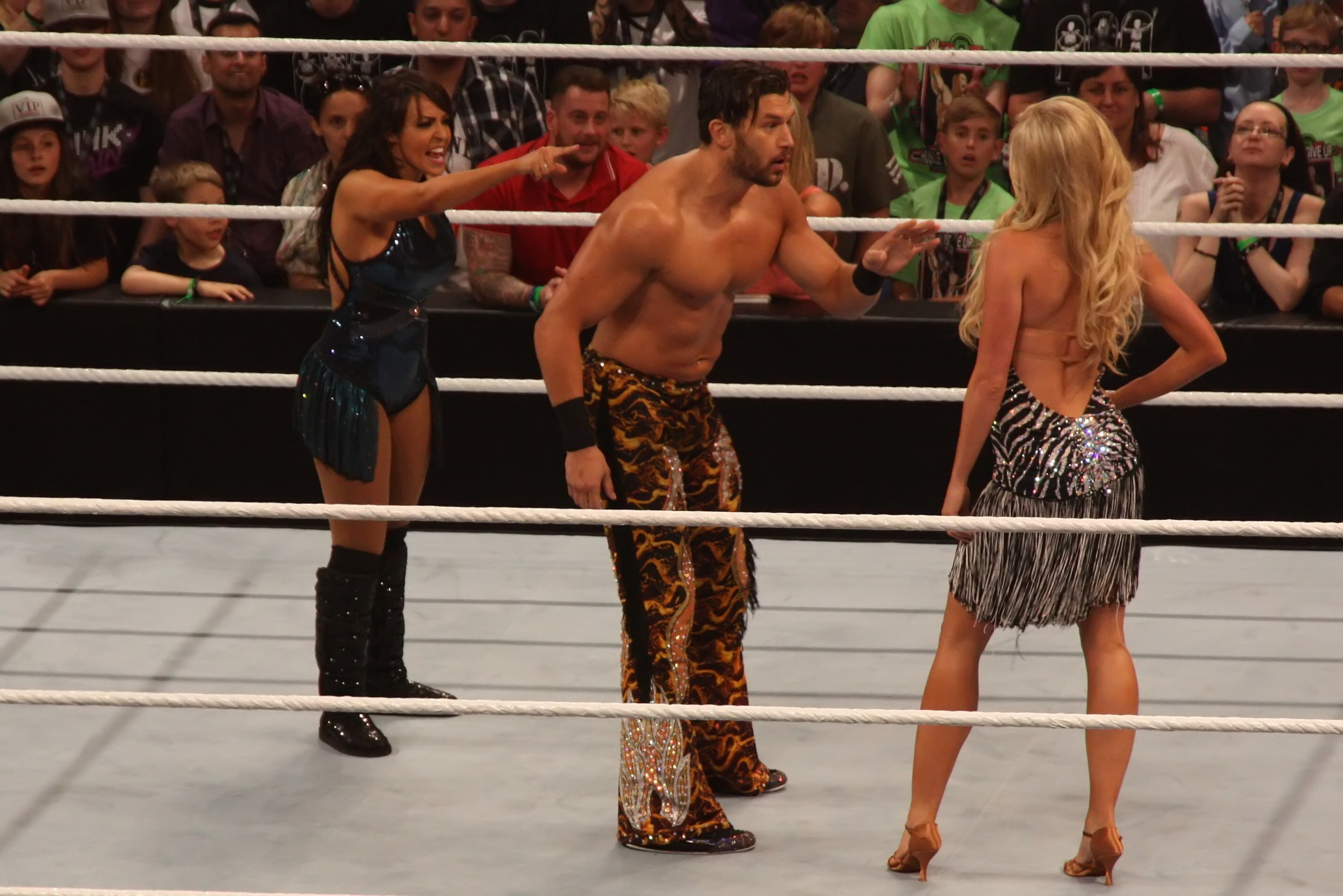
سمر راي وفاندانغو وليلى.

## روابط خارجية
- سمر راي على موقع IMDb (الإنجليزية)
- سمر راي على موقع قاعدة بيانات الفيلم (الإنجليزية)
- سمر راي على موقع دبليو دبليو إي (الإنجليزية)
- سمر راي على موقع WrestlingData.com (الإنجليزية)
- سمر راي على موقع CageMatch worker (الإنجليزية)
- سمر راي على موقع قاعدة بيانات المصارعة على الإنترنت (الإنجليزية)
- سمر راي على موقع عالم المصارعة على الإنترنت (الإنجليزية)
- سمر راي على موقع عالم المصارعة على الإنترنت (الإنجليزية)